# Sylvan Springs
Sylvan Springs – miasto w Stanach Zjednoczonych, w stanie Alabama, w hrabstwie Jefferson. W roku 2023 miasto zamieszkiwały 1604 osoby, a gęstość zaludnienia wynosiła 178,2 osoby/km².